# Поенари (Валча)
Поенари (рум. Poenari) насеље је у Румунији у округу Валча у општини Рамнику Валча. Oпштина се налази на надморској висини од 290 m.

## Становништво
Према подацима из 2002. године у насељу је живело 644 становника, од којих су сви румунске националности.